# Lacombe (Louisiane)
Pour les articles homonymes, voir Lacombe.
Lacombe est une census-designated place de la paroisse de Saint-Tammany, en Louisiane, aux États-Unis. 